# María Elena Valenciano Martínez-Orozco

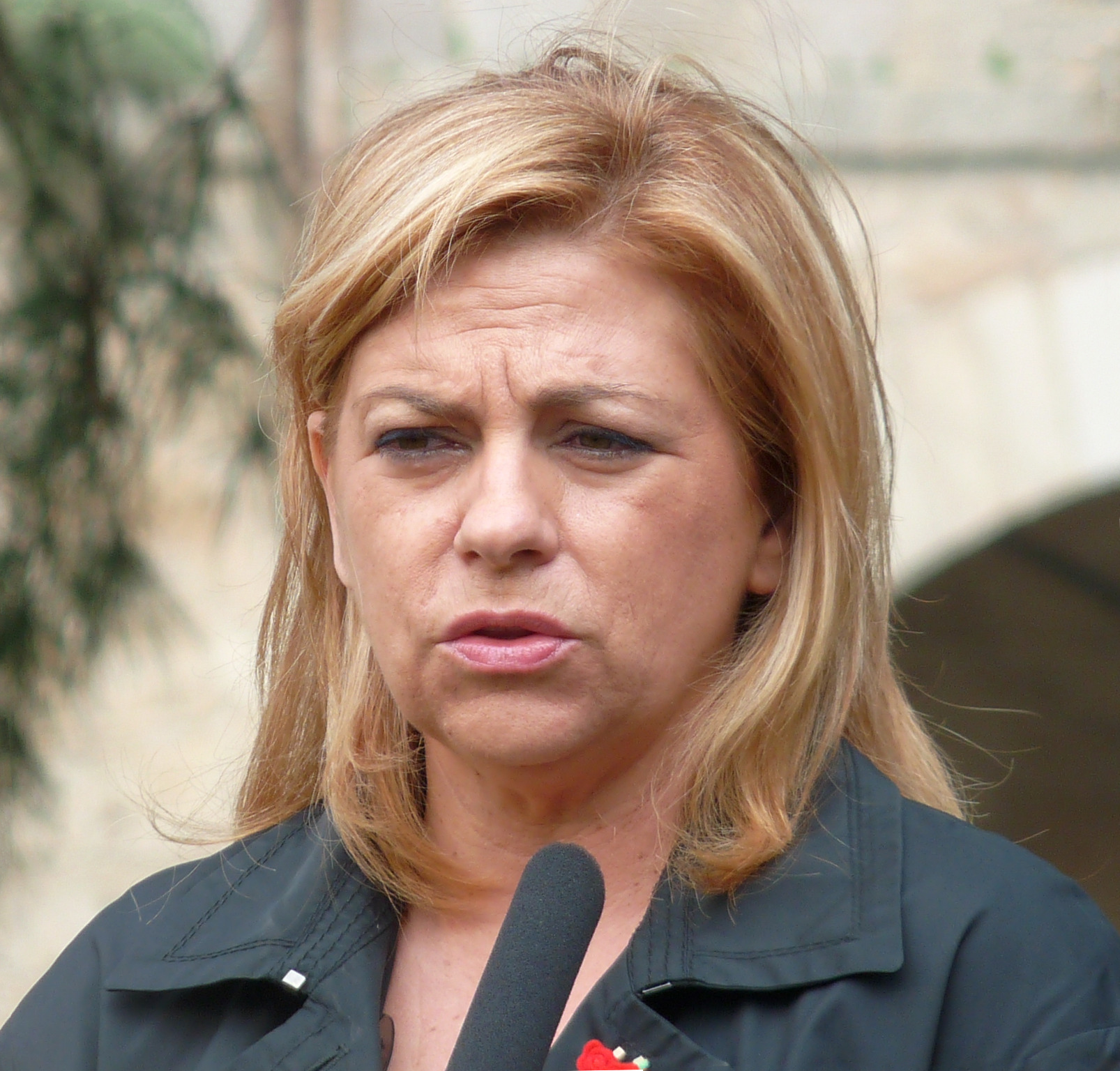
Elena Valenciano, 2014

María Elena Valenciano Martínez-Orozco (* 18. September 1960 in Madrid) ist eine spanische Politikerin (PSOE).

## Leben und Wirken
Valenciano besuchte die Hochschule aber hatte sein Studium in Recht und Politikwissenschaft nicht abgeschlossen. Sie hatte danach die leitende Funktion in einigen nichtstaatlichen Organisationen inne. Sie war dabei Koordinatorin der Europäischen Frauenlobby in Spanien, stellvertretende Vorsitzende des Verbands der Frauen in Südeuropa und Vorsitzende der Stiftung Mujeres.
Valenciano ist seit 2000 Mitglied des Vorstands der PSOE und gehörte bis 2004 auch dem Bundesausschuss an. Von 1999 bis 2009 war sie Mitglied des Europäischen Parlaments. Dort war sie Sprecherin der SPE-Fraktion im Unterausschuss für Menschenrechte. Seit Juli 2014 ist sie erneut Abgeordnete im Europäischen Parlament.
Seit dem 29. September 2012 ist sie eine der vier Vizepräsidenten der Sozialdemokratischen Partei Europas.